# Селије (Лоара)
Селије (фр. Cellieu) насеље је и општина у источној Француској у региону Рона-Алпи, у департману Лоара која припада префектури Сент Етјен.
По подацима из 2011. године у општини је живело 1607 становника, а густина насељености је износила 132,7 становника/km². Општина се простире на површини од 12,11 km². Налази се на средњој надморској висини од 520 метара (максималној 812 m, а минималној 318 m).

## Демографија
| 1962. | 1968. | 1975. | 1982. | 1990. | 1999. | 2011. |
| ----- | ----- | ----- | ----- | ----- | ----- | ----- |
| 731   | 764   | 870   | 1.097 | 1.228 | 1.466 | 1.607 |

График промене броја становника у току последњих година